# Monte Blackburn
O Monte Blackburn é o pico mais alto dos Montes Wrangell, no Alasca, Estados Unidos. É a quinta montanha mais alta  nos Estados Unidos e o 12.º mais alto da América do Norte. Trata-se de um velho vulcão em escudo erodido, o segundo mais alto dos Estados Unidos, só ultrapassado pelo Monte Bona, e o quinto mais alto da América do Norte. É ainda a 50.ª montanha mais proeminente do mundo. Tem 97,56 km de isolamento topográfico.
Recebeu o seu nome em 1885, dado pelo tenente Henry T. Allen do exército dos Estados Unidos em homenagem a Joseph Clay Stiles Blackburn, senador do Kentucky. Fica localizado no centro do Parque Nacional Wrangell-St. Elias, o mais vasto dos Estados Unidos.